# Juan y Eva
Juan y Eva és una pel·lícula estrenada el 15 de setembre de 2011 sobre la relació entre Juan Domingo Perón i Eva Duarte dirigida per Paula de Luque, els principals intèrprets de la qual són Julieta Díaz, Osmar Núñez, Fernán Mirás i Alfredo Casero. Va ser produïda per Barakacine i va generar una forta controvèrsia per haver rebut 3 milions de dòlars de subsidis públics.

## Argument
La pel·lícula narra la construcció de la relació entre Eva, una actriu de ràdio en ascens, de 23 anys, i Perón, un ambiciós coronel vidu de 48 anys que ocupava càrrecs públics en la dictadura d'Edelmiro J. Farrell en el marc d'esdeveniments polítics vertiginosos, des que es troben en un acte per a recaptar fons per a les víctimes del terratrèmol ocorregut a la ciutat de San Juan, al gener de 1944, fins a octubre de 1945.
No és una pel·lícula sobre el peronisme, sinó que fa focus en la intimitat d'aquests dos personatges i la conjuntura històrica funciona com a marc; la pel·lícula intenta mostrar com el públic influeix en aquesta intimitat, i com aquesta incideix en aquella. També procura mostrar el maneig polític de Perón de la visió que l'exèrcit i la classe alta tenien sobre aquesta relació. Eva realitza un recorregut durant aquests mesos i les seves pròpies contradiccions també entren en joc, encara no és l'“Evita” que coneixerà després la història sinó una joveníssima actriu que no comprèn del tot la política ni l'univers militar, i que està disposada a fer-se un lloc en la vida d'un home major en edat i experiència. Perón descobreix en aquesta dona un encant que el sorprèn quan ja no esperava tornar a enamorar-se. Els fantasmes d'altres dones, l'univers sindical, l'Exèrcit, el món de la ràdio s'entrellacen durant aquest any i mig.

## Repartiment
- Osmar Núñez com Juan Domingo Perón.
- Julieta Díaz com María Eva Duarte.
- Alberto Ajaka com Juan Duarte.
- Fernán Mirás com Gral. Eduardo Ávalos
- Alfredo Casero com Spruille Braden.
- Gustavo Garzón com Dr. Juan Atilio Bramuglia
- Pompeyo Audivert com Gral. Edelmiro J. Farrell
- Víctor Hugo Carrizo
- Sergio Boris com Cnel. Domingo A. Mercante
- María Zubiri com Pierina Dealessi.
- María Ucedo com Blanca Luz Brum.
- Lorena Vega com Erminda Duarte.
- Fabián Arenillas com Cnel. Aníbal Imbert
- María Laura Cali com María Tizón.
- Vanesa Maja com Rita.
- Jimena Anganuzzi com María Cecilia.
- Susana Varela com Margarita.
- Jacqueline Lustig com Jardín.
- Pablo Burzstyn com Durán.
- Pietro Gian com Santamarina.
- Ricardo Díaz Mourelle com Doctor Mazza.
- Sergio Pangaro com Locutor.
- Karina K com Cantante Luna Park.
- Carlos Casella com Cantante Cabaret.
- Germán de Silva com Obrero inolvidable.
- Mora Recalde com Camarera inolvidable.
- Jorge Sesán

## Premis
Als Premis Cóndor de Plata 2012 va tenir un total de 10 nominacions però només va rebre dos premis, al millor vestuari i a la millor direcció artística. També va tenir 8 nominacions als Premis Sur del mateix any, però no va rebre cap premi.